# كريستيان ميسترال
كريستيان ميسترال (3 نوفمبر 1964 - 23 نوفمبر 2020)، هو روائي وشاعر وكاتب أغاني كندي من كيبيك. اشتهر بروايته الأولى «Vamp»،  والتي كانت مرشحة في القائمة المختصرة لجائزة الحاكم العام للرواية الفرنسية في حفل توزيع جوائز الحاكم العام لعام 1988.
توفي ميسترال في 23 نوفمبر 2020 عن عمر يناهز 56 عامًا.

## روابط خارجية
كريستيان ميسترال على موقع IMDb (الإنجليزية)
- كريستيان ميسترال على موقع الموسوعة البريطانية (الإنجليزية)